# Caso Murri

Francesco Bonmartini, la vittima del delitto

Il caso Murri, anche noto come delitto Murri, è un omicidio commesso a Bologna nel 1902, agli inizi dell'età giolittiana, che ebbe vasta risonanza presso l'opinione pubblica; la vittima fu il conte Francesco Bonmartini e il processo si concluse con la condanna di Tullio Murri per omicidio e della sorella Linda Murri per complicità nell'assassinio del marito.

## Storia

### Antefatti

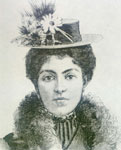
Linda Murri

Augusto Murri

Tullio Murri in carcere

Carlo Secchi

Pio Naldi

Linda Murri, che era stata educata dal padre Augusto, progressista repubblicano, ai valori della cultura laica e del libero pensiero, dopo una deludente storia d'amore con un allievo del padre, Carlo Secchi, era stata mandata ospite da Teresa Crovato, un'amica di famiglia che le aveva fatto conoscere il conte Francesco Bonmartini, appartenente a una famiglia di sentimenti clericali e reazionari dell'aristocrazia terriera veneta. Il giovane si era presentato come un amabile e assiduo corteggiatore che la Crovato descriveva come onesto e molto ricco. Linda esitava a pronunciarsi ma alla fine, convinta anche dalla madre, accettò nel 1892 di fidanzarsi.
La fitta corrispondenza che la giovane intrecciò con il fidanzato rivelò la vera natura grossolana e volgare di Bonmartini che nonostante tutto ella sposò il 17 ottobre 1892. Gli sposi si stabilirono a Padova nella casa del conte: un'abitazione cupa e scomoda dove l'unico compito che doveva svolgere Linda era, secondo il marito, fare la calza.
La prima figlia che nacque dal matrimonio fu quasi ripudiata dal conte, che desiderava un erede di sesso maschile: maschio che peraltro arrivò pochi anni dopo, nel gennaio 1896. Nel frattempo Bonmartini aveva deciso di laurearsi in medicina e, essendo privo di diploma, aveva chiesto di favorire la sua iscrizione all'università al suocero che aveva decisamente rifiutato. Il conte riuscì tuttavia per suo conto a frequentare l'università di Camerino dove si accinse a laurearsi.
I continui litigi tra i coniugi Bonmartini alla fine portarono alla separazione legale chiesta da Linda che la ottenne il 26 ottobre 1899. La giovane intanto aveva iniziato una relazione con Carlo Secchi, l'uomo che aveva amato da fanciulla e che ora poteva frequentare assiduamente con la complicità di una sua cameriera Tisa Borghi, anche lei già amante per breve tempo dello stesso uomo.
Bonmartini si era intanto laureato e il fratello di Linda, Tullio, che dopo quella in Giurisprudenza aveva conseguito una seconda laurea in lettere, si incontrava spesso con la sorella, alla quale era legato da un affetto ossessivo, per scambiarsi reciproche confidenze. Tullio aveva inoltre iniziato la sua carriera politica ottenendo la carica di consigliere municipale sconfiggendo alle elezioni Giosuè Carducci. Bonmartini nel frattempo premeva senza esito sul recalcitrante suocero per ottenere un incarico come suo assistente presso l'Università di Bologna. Nel 1902 parenti e amici, lo stesso Tullio, cercarono di far pacificare i coniugi che si riconciliarono con il tacito accordo di continuare a vivere ciascuno la propria vita.
Bonmartini continuava a insistere per ottenere l'incarico di assistente e minacciava Linda che se non l'avesse aiutato a ottenere presso il padre quanto chiedeva si sarebbe trasferito a Padova portando con sé i figli. Linda raggiunse il marito in vacanza a Venezia con i figli dalla Svizzera dove era andata con Carlo Secchi per curarsi un occhio malato portando con sé come governante Rosina Bonetti, l'amante del fratello Tullio che si convinceva sempre di più che il Bonmartini doveva essere eliminato prima che portasse sua sorella alla morte per disperazione.

### L'assassinio
Tullio, ormai deciso a uccidere il conte, lo sfidò a una lotta con l'intento di immobilizzarlo e di fargli iniettare da Rosina il curaro che gli aveva fornito Carlo Secchi. Ma il tentativo non riuscì perché fu il Bonmartini ad atterrare Tullio che non desisté però dal suo progetto.
Il 27 agosto del 1902, incontrò un ragazzo con l'intento di farlo suo complice relativamente all'omicidio. Pio Naldi, un giovane che aveva mostrato grande talento nella professione della medicina ma sempre senza un soldo per il vizio del gioco. Il piano per l'omicidio prevedeva che egli avrebbe dovuto stordire il conte che poi Tullio avrebbe ucciso. Naldi non era affatto convinto del piano e cercò di persuadere Tullio a desistere ma non avvertì la polizia.
La mattina del 28 agosto la portinaia scoprì che fine aveva fatto il conte Bonmartini che tornato a Bologna dalle vacanze sei giorni prima era da allora sparito dalla circolazione. Il conte fu trovato nel suo appartamento ucciso a pugnalate con il corpo in avanzato stato di decomposizione. Le successive indagini della polizia portarono alla scoperta di un piccolo appartamento vicino a quello del conte che era stato preso in affitto da Linda sotto falso nome e di cui si era servita per incontrare Carlo Secchi.
Senza aspettare i funerali del marito, Linda, il cui rapporto adulterino era ormai a conoscenza dei giornali che ne trattavano ampiamente, si rifugiò per sfuggire allo scandalo con la famiglia in Svizzera, da dove la riporterà a Bologna lo stesso professor Augusto Murri che l'11 settembre denuncerà Tullio come autore dell'omicidio che il figlio gli aveva così confessato in una lettera: egli assieme alla sua amante Rosina Bonetti e a Pio Naldi si erano introdotti in casa del conte Bonmartini con una chiave che Linda, ancora a Venezia, aveva dato alla Bonetti. All'arrivo in casa del conte, Tullio aveva avuto un alterco e quindi uno scontro fisico con questi che egli sosteneva avesse tentato di accoltellarlo e che egli, per difendersi, l'aveva ucciso.
La Bonetti venne arrestata per complicità assieme a Naldi e a Linda, mentre suo fratello si era già costituito. In seguito venne arrestato anche Carlo Secchi che aveva fornito del curaro a Tullio e che gli aveva dato una somma di denaro poi trovata nella disponibilità di Pio Naldi.

### Il processo e le condanne
Il processo, che si svolse a Torino con l’intervento di diciotto avvocati e, per la prima volta nella storia processuale italiana, con l'assistenza di periti psichiatrici, iniziò con grande clamore mediatico il 21 febbraio 1905 e si concluse il 12 agosto, con le seguenti condanne:
- a Tullio Murri, 30 anni di reclusione per omicidio premeditato;
- a Pio Naldi, 30 anni di reclusione per complicità nell'omicidio;
- a Linda Murri, 10 anni di reclusione per complicità nell’omicidio;
- a Rosina Bonetti, 7 anni e mezzo di reclusione (pena ridotta tenuto conto dell’accertata seminfermità mentale), per favoreggiamento;
- a Carlo Secchi, 10 anni di reclusione per complicità nell’omicidio.

Nel 1906 il re Vittorio Emanuele III concesse la grazia a Linda Murri, in segno di riconoscenza per il padre Augusto che aveva salvato da morte per tifo la principessa Mafalda, figlia del sovrano. Linda Murri in seguito si risposò con Francesco Egidi, precettore dei suoi figli. La donna si ritirò per alcuni anni nella tenuta di famiglia a Porto Sant'Elpidio.
Tullio Murri scontò 17 anni di reclusione, scrivendo in carcere varie opere e romanzi e un libro-inchiesta, Galera, che fu apprezzato in Italia e all'estero. Morì nel 1930, tre anni prima della morte del padre.
Carlo Secchi morì nel carcere di Conversano nel 1910. Rosina Bonetti fu liberata dal carcere e rinchiusa in un manicomio.
Pio Naldi fu liberato nel 1919 ed esercitò la professione di medico condotto, nell’esercizio della quale fu apprezzato per la sua bravura e bontà d'animo.

## Sviluppi recenti
Nel 2003 a distanza di 100 anni dagli avvenimenti del caso Murri, Gianna, la figlia di Tullio Murri, nel libro La verità sulla mia famiglia e sul delitto Murri raccontò che il vero autore del delitto era stato un facchino di nome La Bella o Labella, amante di una governante di Linda, conosciuto come il "biondino" che in punto di morte avrebbe confessato a un prete il delitto scagionando Tullio che in realtà si era trovato sul luogo del crimine solo a delitto avvenuto. Tullio scrisse di questa rivelazione dopo essere stato liberato ma il carteggio, che sua moglie aveva venduto a Linda, andò perduto.

## Influenze nella cultura di massa
- Durante il processo, la poetessa Ada Negri, quasi coetanea di Linda Murri, dedica alla donna la poesia Per un'accusata.
- Nel 1974 è stato distribuito il film Fatti di gente perbene, che ripropone il "caso Murri", diretto da Mauro Bolognini e interpretato da Giancarlo Giannini e Catherine Deneuve.